# Intervallcode
Unter dem Intervallcode (aus dem Lateinischen, meist mit der Bedeutung „Zwischenraum“, ursprünglich von „inter vallos“, „zwischen den Pfählen“ eines Schutzzaunes) versteht man einen Code, der sich aus einer anderen Art des Lesens von Wörtern ergibt.
Beim Intervalllesen liest man nicht wie gewöhnlich jeden Buchstaben einzeln und erschließt somit den Text, man überliest Buchstaben, um auf eine verschlüsselte Aussage in einem Text zu kommen. Beispielsweise liest man den 3. Buchstaben, dann überspringt man 9 und liest den 13., dann wieder den 23. usw.
Eine ähnliche Methode ist der Bibelcode.